# Битка код Кане
Битка код Кане се одиграла у доба Другог пунског рата године 216. п. н. е. између римске војске под конзулима Гајем Теренцијем Вароном и Луцијем Емилијем Паулом на једној, и картагинске војске под Ханибалом на другој страни. У њој је Ханибал, упркос бројчаној слабости, а користећи тактику двоструког обухвата, готово потпуно уништио римску војску и Римљанима нанео најтежи пораз у њиховој целој историји.
Битка код Кане се често наводи као најблиставије достигнуће Ханибалове војне каријере, те је стекла положај једне од најпознатијих битака антике и војне историје уопште. Иако се наводи као један од најбољих примјера ратне вјештине и идеал уништавајуће битке коме су тежили војсковође у следећа два миленијума, у стратешком смислу није постигла свој циљ, односно довела до картагинске победе у рату. Савремени историчари су у последње време почели износити одређене сумње у њен традиционални приказ и тумачења.

## Увод
Пре самог почетка рата Ханибал је закључио како Картагина нема шансе за победу уколико не анулира оно што је представљало главну римску предност - већи број људи и хране, односно ресурса које је Риму давала Италија. Рат се, стога, морао водити у самој Италији, а Ханибал је, како би избјегао надмоћну римску морнарицу, осмислио план према коме се она морала напасти преко копна, односно смелим маневром картагинске војске из Шпаније, при чему су пређени Пиринеји и Алпи. Тај је маневар потпуно изненадио Римљане, а још више Ханибалов војнички талент избрушен сталним ратовањем у Шпанији под командом свог оца, искусног команданта Хамилкара. Већ крајем 218. п. н. е. Ханибал се нашао у Цисалпинској Галији где је у бици код Требије Римљанима нанео озбиљни пораз. Неколико месеци касније Ханибал је продро у саму Италију, а војска популарног и искусног римског конзула Гаја Фламинија је упала у клопку те је готово потпуно уништена у бици код Тразименског језера.
Римски сенат се нашао у паници те је именовао Фабија Максима за диктатора. Фабије је одмах закључио како је Ханибал предобар војсковођа да би га се могло поразити у отвореној бици, те да се умјесто тога његова војска мора постепено ослабити нападима на његове логистичке линије. Та стратегија, која се касније назвала фабијанском, се показала исправном, поготово када је у јесен исте године Фабије морао код Геронијума из Ханибалове клопке спасавати свог нестрпљивог заменика Марка Минуција Руфа. Римски Сенат и јавност, међутим, нису имали стрпљења ни разумевања за Фабија, сматрајући да ће Ханибалов останак у Италији на дужи рок ослабити римску државу, односно довољно умањити њен престиж да се против Рима окрену његови досадашњи савезници у Италији. Због тога је Фабије, који је стекао погрдан надимак „Оклевало“, након истека шестомесечног диктаторског мандата замењен с двојицом редовно изабраних конзула — Гајом Теренцијем Вароном и Луцијем Емилијем Паулом.

## Припреме за битку
Два конзула су се одлучила за стратегију потпуно супротну од Фабијеве. Умјесто дуготрајног исцрпљивања Ханибалових снага, римска војска би се морала с њима суочити на отвореном пољу те је поразити у једној јединој одлучној бици. На темељу искустава из Требије и Тразименског језера се дошло до закључка да се то може учинити на бојишту које истовремено испунило два важна услова - довољно уско да Ханибал на њему не може маневрисати са својом надмоћном коњицом, а истовремено довољно равно да на њему нема некаквих скривених препрека из којих би Ханибал могао искористити за заседе и сличне смицалице. У таквој бици би Римљани могли победити захваљујући својој надмоћној пешадији и, што је још важније, као кључни адут искористити своју бројчану надмоћ.
Да би стекли такву надмоћ, Римљани су првих неколико месеци 216. п. н. е. провели сакупљајући војску чија је величина била без преседана. Раније су се римске војске обично састојале од две легије под командом једног конзула. Овај су пут Римљани одлучили прво формирати конзулске војске од четири уместо две легије, а потом их спојити у једну. Римљани су такође сваку легију попунили с 20% више људства, а такође су беспоштедно регрутовали и своје савезнике. Војска се тако састојала од осам ојачаних легија, које су, заједно са савезничким контингентима бројале око 86.400 људи. Питање ко ће од двојице конзула командовати војском је решено одлуком да се на месту команданта мењају сваки дан.
Повод за покретање те војске је била Ханибалова офанзива на југ Италије започета у пролеће 216. п. н. е. Ханибал је при томе заузео стратешки важно складиште оружја и опреме код Кане. Римска војска је средином лета кренула повратити то складиште, па је након дводневног марша опазила Ханибалову војску на лијевој обали реке Ауфид у Апулији. Улогорила се око 10 km од Ханибала. Исти дан је дошло прве веће чарке приликом неуспелог покушаја Картагињана да Римљанима поставе заседу. Римљани су тај покушај глатко одбили, што им је прилично појачало морал, али истовремено и изазвало превелико самопоуздање.
Паул је одлучио војску распоредити тако да две трећине буду на левој, а трећина на десној обали Ауфида. Исти дан је Ханибал покушао испровоцирати Паула на битку, али је он то одбио. Ханибал је, с друге стране, знао да ће следећег дана команду над римском војском имати нестрпљиви и својеглави Варон, и да је далеко вероватније како ће тај изазов бити прихваћен, што се на крају и догодило.

## Снаге и борбени распоред
Римске су снаге 2. августа - на дан битке - према античким изворима, биле распоређене у две веће групе. Прва, која се распоредила на левој обали реке ради битке, је бројала 80.000 пјешака, 2.400 римских и 4.000 савезничких коњаника. У два логора, од којих је један био на десној обали реке, налазило се 2600 тешких и 7400 лаких пјешака.
Картагинска војска је, пак, била бројчано слабија и далеко хетерогенија. Према античким изворима ју је чинило 40.000 тешких пјешака, 6.000 лаких пјешака и 10.000 коњаника (4000 Нумиђана, 2000 Шпанаца, 2000 Гала и 450 Либијаца). Уз њих је Ханибал располагао и са око 8.000 чаркаша, међу којима су били најпознатији балеарски праћкаши.
Варон, који је одлучио примити битку супротно упозорењу свог колеге Паула, своју је војску распоредио на традиционалан начин - пешадија се нашла у центру, а крила је чувала коњица. Варонова варијација у односу на тадашњу тактику је била та да је фронту римске војске учинио једнаком картагинском, односно да је поставио своје снаге у дубину уместо ширину. Варонов план је био да, користећи бројчану надмоћ, једноставно разбије картагински центар, односно одбаци га на реку Ауфид без икакве одступнице. Варон се у томе водио искуством битке на Требији, где су се римски легионари, користећи већу дубину свог распореда, успели пробити из Ханибаловог обруча.
Ханибал је, пак, направио борбени распоред који је максимално настојао искористити предности и мане његове хетерогене војске, али и положаја. У центар је поставио своје најслабије снаге - иберску, галску и келтиберску пешадију - док је на крила, исто као и Римљани, поставио коњицу; њен већи део (6500 под Хаздрубалом) је био на лијевом, а 3500 нумиђанских коњаника под Ханоном на десном крилу. Ханибалове најелитније и најпрекаљеније трупе - афричка пјешадија - су такође постављени на крилима. Ханибал је такође своје трупе поставио у облику полукруга, тако да његове најслабије снаге у центру буду најистакнутије. Картагинском центру је наређено да на почетку битке не пружа снажан отпор, односно да се повлачи, настојећи нагнати Римљане на што брже напредовање, које би рањивима учинило њихова крила.
Ханибал се за битку одлучио управо на обали Ауфида зато што је његова војска била окренута на западу, па би ујутро Римљанима - који су напредовали на исток - сунце ударало у очи. Истовремено је са југоистока дувао и ветар који је бацао Римљанима прашину у очи.

## Ток битке
На самом почетку битке, надмоћна галско-шпанска коњица на Ханибаловом левом крилу је без већих потешкоћа разбила и уништила римску коњицу. Нумиђанска коњица на Ханибаловом десном крилу је, пак, имала потешкоћа с коњицом римских савезника. Хаздрубал је због тога послан с левог крила да с леђа нападне римске савезнике, што је и учинио. Тако су Римљани остали без своје коњице, односно више нико није могао штитити њихову позадину и бокове.
У међувремену се и пешадијска битка одвијала по Ханибаловом плану. Центар који су чинили Гали и Шпанци се повлачио, али је афричка пешадија остала на својим положајима. Римљани су, пак, инстинктивно највише напредовали управо према центру где су се картагинске линије чиниле најслабијима. Тако је с временом борбени поредак обе војске поновно добио полукружни облик, али у дргачијем смеру. Овај пут су се Римљани нашли у полуокружењу.
У том је тренутку Ханибал наредио својим Африканцима да Римљане нападну у бокове, док се истовремено картагинска коњица, уместо да - по тадашњим обичајима - нападне римски логор или гони поражену непријатељску коњицу - вратила на бојиште и ударила у римску позадину. Тада је престало римско напредовање, али је сваки покушај да се у таквим условима направи нови борбени поредак, односно покуша извршити некакав пробој, био осуђен на пропаст. Римска војска се нашла у обручу који је постепено смањиван како су војници гинули једни за другима. Од римске војске је, према античким изворима, успело побјећи тек око 14.000 људи, углавном из логора, а који су уточиште пронашли у оближњем Канусијуму.
Према Полибијевим наводима је код Кане погинуло 70.000, а заробљено 10.000 римских и савезничких пешадинаца, а да је од 6.000 коњаника преживјело само њих 370. Савремени историчари су склонији Ливијевим бројкама, који је навео римске губитке од 45.500 убијених пешадинаца и 2.700 убијених коњаника, као и 3000 заробљених пешака и 1500 коњаника. Међу погинулима је био и конзул Паул, као и велики број истакнутих римских официра, политичара и великодостојника - 2 квестора, 29 од 48 војних трибуна и 80 сенатора. Ханибал је, пак, имао око 8.000 мртвих, које антички извори описују као „најхрабрије и најбоље међу свим његовим војницима“.

## Последице
Ханибалова победа је имала катастрофалне последице за Рим, где су вести о њој изазвале шок и дубоку деморализацију. Антички извори наводе да је проглашена свенародна жалост с обзиром да није било породице чији члан није погинуо код Кане. Према проценама, у само 20 месеци је Ханибал успио разбити три римске војске, те убити више од петине свих војно способних мушкараца. С обзиром да су све римске војске мање-више уништене, део политичара је тражио да се с Картагином склопи мир, а војни трибун Луције Цецилије Метел је чак предложио да се град напусти, а Римљани покушају тражити срећу као најамници у хеленистичким државама Азије.
Ханибал је, пак, Римљанима послао свог официра Карталона с мировном понудом коју су антички извори описали као „умерену“, те неколико заробљеника као залог за преговоре о откупу. Римски Сенат је, међутим, одбио преговарати о миру те је наложио заробљеницима да се врате у Ханибалов логор. Донесена је одлука да се рат, упркос свему настави, а да би се показала одлучност, Римљани су боговима жртвовали људе - а што је представљао један од последњих таквих ритуала у историји њихове државе (не рачунајући погубљења заробљеника и осуђеника). Нешто касније су донесене и одлуке да се проблем недостатка људства реши драстичним мјерама које су укључивале пуштање на слободу осуђеника и робова, од којих су након тога формиране нове легије. Проблем морала је делимично ријешен и тако што су од преживелих ветерана Кане формиране двије легије и послане на Сицилију где су провеле остатак рата, не подсећајући своје новорегрутоване саборце на катастрофални пораз.
Све те мере, међутим, нису могле на кратки рок спречити да се ратна срећа потпуно окрене на страну Картагине. Ханибал је одбио предлоге својих официра да маршира на Рим, делом због исцрпљености властите војске, делом због њене неопремљености за опсаде, а највише зато што је сматрао да се Рим може победити исцрпљивањем, односно одузимањем његове људске и материјалне базе коју су чинили савезници. То се показало исправним у јужној Италији, где полиси некадашње Велике Грчке још увек нису били изложени романизацији, па су римски пораз код Кане схватили као сигнал за побуну. Такав је случај био с Тарентом и бројним јужноиталским племенима, а на страну Ханибала се ставила и Капуа, дотада један од најпоузданијих и највернијих римских савезника. Нешто касније је у Сиракузи проримског краља Хијерона II наслиједио млади Хијероним који се ставио на страну Картагињана. С друге стране Јадрана је, пак, македонски краљ Филип V одлучио помоћи Ханибалу и тако започео Први македонски рат.
На дужи рок су Римљани успели пребродити катастрофу код Кане. У Првом пунском рату успостављена поморска надмоћ Римске републике је спријечила Ханибала да прима појачања и логистичку подршку како из саме Картагине тако и из Македоније, чије су мешање Римљани спречили склапањем савеза с локалним грчким полисима. Ханибалова војска се тако морала снабдевати једино од својих италијанских савезника, које је, пак, Рим настојао елиминисати дугом и исцрпљујућом кампањом и опсадама. Иако је Ханибал у неколико наврата успио поразити римске војске, па чак и убити римске конзуле који су им командовали, лекције Кане су научене - Римљани су углавном избегавали велике сударе на отвореном пољу и примењивали су Фабијеву стратегију. Већ године 215. п. н. е. су успели одбранити град Нолу од Ханибаловог напада, што је, иако у стратешком догађај смислу без великог значаја, представљао драгоцен подстицај скршеном моралу. Римљани су тако успели постепено исцрпити Ханибалову војску, а године 207. п. н. е. код Метаура разбити војску Ханибаловог брата Хаздрубала и спречити да Ханибал прими дуго очекивана појачања. Ханибал је због тога, као и због римског напада на северну Африку, био коначно присиљен напустити Италију, те је код Заме поражен, што је означило крај рата и картагински пораз. Тако битка код Кане - иако представља један од најблиставијих примера војне тактике - није испунила своју стратешку сврху.

## Утицај на ратну вештину
Иако су победили у рату, Римљани су из свог највећег пораза извукли поуке па су постепено уводили реформе у сврху избегавања догађаја сличних догађаја у будућности. То се првенствено односило на промену тактике, односно римски војни поредак више никада није настојао да личи на грчку фалангу чија снага често није била вредна њене нефлексибилности. Уместо тога се он почео темељити на флексибилнијим и покретљивијим кохортама. Такође је укинут обичај да се стварају велике војске с два команданта, па је умјесто тога уведено правило да војском може командовати само један човјек. Римљани су такође схватили нужност искусних војника, и своју војску, која је дотада била милицијског типа, почели постепено професионализовати.
Као најдраматичнији, најкрвавији и најспектакуларнији окршај Другог пунског рата, битка код Кане је касније заокупила машту многих војних теоретичара који су наводили као идеал ратне вјештине, али и бројних команданата који су је настојали копирати. У томе су се највише истакли Немачки војни теоретичари и војсковође у 19. и 20. веку, који су као циљ крајњи своје стратегије наводили обухват, опкољавање и уништавање непријатељске војске на исти начин на који је Ханибал уништио Римљане. У томе је најексплицитнији био Алфред фон Шлифен, начелник немачког генералштаба, који је своје идеје о концепту уништавајуће битке објавио у књизи по имену Cannae. Покушаји да се Ханибалов успех понови на стратешком нивоу су били познати Шлифенов план, и касније развијена доктрина блицкрига.

## Критике традиционалног тумачења
Као и многе античке битке, битка код Кане је, поготово у последње време, предмет критичког преиспитивања у погледу њеног традиционалног тумачења, односно веродостојности података из примарних извора. Они се углавном тичу противречних тврдњи Полибија и Ливија о последицама битке и догађајима који су након ње услиједили.
Већина историчара тако тврди да је бројка од 70.000 погинулих Римљана претерана, па је склонија Ливијевим тврдњама од око 45.000 погинулих, које углавном прихватају и каснији римски историчари као Апијан и Плутарх. Неки у савремено доба сматрају да су и те бројке претјеране, односно да код Кане није погинуло више од 10-15.000 људи, односно да је у питању био тежак ударац за Римљане, али не тако тежак као што се традиционално описује, односно да чак ни картагинска коњица није могла у потпуности спречити бег хиљада римских војника из обруча. Тиме се настоји објаснити зашто су, заправо, Римљани не само наставили рат, него водили борбе с Ханибалом и трпили поразе. Драстично мањи број убијених римских војника би такође послужио као могући разлог зашто Ханибал није одмах експлоатисао свој тријумф и марширао на Рим.
Део историчара спекулише како је Полибије битку код Кане описао као незамисливу катастрофу пре свега из пропагандних разлога, односно како би постепени римски опоравак учинио што драматичнијим, а коначну победу што импресивнијим. Полибије је такође предмет сумњи због тога што је као главног кривца за пораз навео конзула Варона, који је упркос томе код својих савременика слављен као херој и примио је бројне почасти. Његов колега Емилије Паул, кога Полибије описује као опрезног команданта који се противио бици, је био деда Полибијевог покровитеља Сципиона Емилијана, па се због тога у питање доводи Полибијева веродостојност.